# Кодове ім'я
Кодове ім'я, коднейм, криптонім (англ. code name, cryptonym) — слово чи словосполучення, безпосередньо прив'язане (наприклад, розробником) до іншого слова чи словосполучення (наприклад, торгової марки). Часто використовуються військовиками, шпигунами з метою підвищення скритності чи ступеня секретності. В бізнесі використовуються компаніями для приховування подробиць проекту від конкурентів.

## Приклади
- Під час Першої світової війни під кодовим ім'ям tank (тобто цистерна чи резервуар) транспортувались броньовані бойові машини, за якими надалі й закріпилася назва танк.
- «Mozilla» — кодове ім'я Netscape Navigator.
  - Кодові імена версій Mozilla Firefox використовуються для складань, що не є офіційними випусками, але мають до їх вихідного коду якесь відношення (альфа-версії, нічні складання, неофіційні складання на основі коду, вже відокремленого від коду попереднього стабільного випуску): «Deer Park» (кодове ім'я Mozilla Firefox 1.5) «Gran Paradiso» (3.0), «Namoroka» (3.6).
- Кодові імена випусків Microsoft Windows (9x, NT): «Chicago» (Windows 95), «Memphis» (98), «Whistler» (XP).